# Combressol
Combressol ist eine französische Gemeinde mit 385 Einwohnern (Stand 1. Januar 2022) im Département Corrèze in der Region Nouvelle-Aquitaine. Die Einwohner nennen sich Combressolois(es).

## Geografie
Die Gemeinde liegt im Zentralmassiv auf dem Plateau de Millevaches und somit auch im Regionalen Naturpark Millevaches en Limousin.
Tulle, die Präfektur des Départements, liegt ungefähr 40 Kilometer südwestlich, Égletons etwa 10 Kilometer südwestlich und Ussel rund 15 Kilometer nordöstlich.
Nachbargemeinden von Combressol sind Meymac im Norden, Saint-Angel im Osten, Palisse im Südosten,  Darnets im Südwesten sowie Maussac im Westen.

### Verkehr
Der Ort liegt ungefähr zehn Kilometer nordöstlich der Abfahrt 22 der Autoroute A89.

## Wappen
Beschreibung: Ein Schild mit grünem Bord ist gold-rot geschacht und liegt auf einem silbernen, grün gebordeten Schild auf und zwei grüne Schrägleisten liegen zwischen zwei grünen Schrägbalken.
Symbolik: Das mittige gold-rote Schachbrett  ist ein Hinweis auf das Haus Ventadour.

## Einwohnerentwicklung
| Jahr      | 1962 | 1968 | 1975 | 1982 | 1990 | 1999 | 2007 | 2016 |
| Einwohner | 472  | 507  | 382  | 282  | 270  | 304  | 354  | 348  |

## Sehenswürdigkeiten
- Die Kirche Saint Pierre, ein Sakralbau aus 19. Jahrhundert. Das Gebäude ist seit 1983 als Monument historique  klassifiziert.[2]